# Resolutie 864 Veiligheidsraad Verenigde Naties
Resolutie 864 van de Veiligheidsraad van de Verenigde Naties werd unaniem aangenomen op 15 september 1993. De resolutie verlengde de UNAVEM II-missie in Angola met drie maanden en legde een wapenembargo op tegen de rebellenbeweging UNITA, die zich niet aan het staakt-het-vuren hield.

## Achtergrond
Nadat Angola in 1975 onafhankelijk was geworden van Portugal keerden de verschillende onafhankelijkheidsbewegingen zich tegen elkaar om de macht. Onder meer Zuid-Afrika en Cuba bemoeiden zich in de burgeroorlog, tot ze zich in 1988 terugtrokken. De VN-missie UNAVEM I zag toe op het vertrek van de Cubanen. Een staakt-het-vuren volgde in 1990, en hiervoor werd de UNAVEM II-missie gestuurd. 
In 1991 werden akkoorden gesloten om democratische verkiezingen te houden die eveneens door UNAVEM II zouden worden waargenomen.

## Inhoud

### Waarnemingen
De Veiligheidsraad uitte zijn bezorgdheid over de politieke, militaire en humanitaire situatie in Angola die bleven achteruitgaan. Ondanks alle voorgaande resoluties en inspanningen bleven de vredesgesprekken opgeschort en was er geen staakt-het-vuren bereikt. De raad steunde de inspanningen van de secretaris-generaal Boutros Boutros-Ghali en diens Speciale Vertegenwoordiger die de crisis door middel van onderhandelingen probeerden op te lossen. De Verenigde Naties moesten daarbij aanwezig blijven om het vredesproces op gang te houden.

### Handelingen

#### A
De Veiligheidsraad besloot het mandaat van de VN-Angola Verificatiemissie met drie maanden te verlengen, tot 15 december 1993. Moest het vredesproces in die periode sterk vooruit gaan, dan kon die aanwezigheid onmiddellijk significant uitgebreid worden. De Angolese overheid werd nog steeds bereid gevonden het conflict vreedzaam op te lossen. Van UNITA werd anderzijds geëist dat ze de verkiezingsuitslag aanvaardde en het vredesakkoord naleefde. De organisatie werd ook veroordeeld voor haar militaire acties die de bevolking deden lijden en de economie van het land schaadden en voor haar pogingen om meer grondgebied te veroveren. Ook had ze VN-hulpverleners aangevallen, wat een schending van het internationaal humanitair recht inhield.
De vredesgesprekken moesten zo snel mogelijk hervat worden met het oog op een staakt-het-vuren. UNITA had verklaard hiertoe bereid te zijn en moest haar woord dan ook nakomen. Ook had ze beloofd de humanitaire hulpverlening niet te hinderen. Beide partijen werden opgeroepen de veiligheid van het UNAVEM II-personeel en de hulpverleners te verzekeren en het internationaal humanitair recht te respecteren. Daarnaast eiste de Veiligheidsraad dat UNITA onmiddellijk al haar buitenlandse gijzelaars zou laten gaan en geen buitenlandse eigendommen zou beschadigen.

#### B
De leiders van UNITA werden streng veroordeeld omdat ze zich niet hielden aan de voorgaande VN-resoluties. Door de acties van de organisatie vormde de situatie in Angola een bedreiging voor de internationale vrede en veiligheid. Daarom zouden er binnen tien dagen volgende maatregelen ingaan, tenzij de secretaris-generaal meldde dat een staakt-het-vuren van kracht was en een akkoord over de uitvoering van het vredesakkoord en de VN-resoluties was bereikt. Moest UNITA het staakt-het-vuren vervolgens schenden of niet langer deelnemen aan de uitvoering van het akkoord, dan zouden de maatregelen meteen (terug) van kracht worden.
Alle landen moesten de verkoop van wapens, aardolie en aanverwante producten van beiden aan Angola verbieden, behalve aan een aantal plaatsen die door de Angolese overheid worden bepaald, en ongeacht eventuele internationale akkoorden, verplichtingen, contracten of licenties.
Personen die deze maatregelen schonden moesten worden berecht en gestraft.
Er werd een comité opgericht dat de volgende taken kreeg:
a. De door de landen genomen maatregelen bekijken.
b. Meer informatie bekomen over wat te landen ondernemen om de maatregelen uit te voeren.
c. Informatie over schendingen onderzoeken.
d. Rapporteren over de genomen maatregelen en de schendingen.
e. Richtlijnen opstellen die de uitvoer kunnen vergemakkelijken.
Alle landen moesten het comité alle gevraagde informatie bezorgen en aan de secretaris-generaal rapporteren welke maatregelen ze namen. Die laatste moest die informatie dan overbrengen aan het comité.
Als er tegen 1 november geen staakt-het-vuren en een akkoord was, zou ook het opleggen van een handelsembargo en reisbeperkingen worden overwogen.

#### C
Anderzijds zouden de maatregelen in deze resolutie worden herzien van zodra er wel een staakt-het-vuren en een akkoord waren. De secretaris-generaal, ten slotte, werd gevraagd voor 1 november te rapporteren en tegen 15 december nogmaals over de situatie in Angola, de uitvoering van deze resolutie en aanbevelingen over de
verdere rol van de VN in het vredesproces.

## Verwante resoluties
- Resolutie 834 Veiligheidsraad Verenigde Naties
- Resolutie 851 Veiligheidsraad Verenigde Naties
- Resolutie 890 Veiligheidsraad Verenigde Naties
- Resolutie 903 Veiligheidsraad Verenigde Naties (1994)

Lijst ·  800 ·  801 ·  802 ·  803 ·  804 ·  805 ·  806 ·  807 ·  808 ·  809 ·  810 ·  811 ·  812 ·  813 ·  814 ·  815 ·  816 ·  817 ·  818 ·  819 ·  820 ·  821 ·  822 ·  823 ·  824 ·  825 ·  826 ·  827 ·  828 ·  829 ·  830 ·  831 ·  832 ·  833 ·  834 ·  835 ·  836 ·  837 ·  838 ·  839 ·  840 ·  841 ·  842 ·  843 ·  844 ·  845 ·  846 ·  847 ·  848 ·  849 ·  850 ·  851 ·  852 ·  853 ·  854 ·  855 ·  856 ·  857 ·  858 ·  859 ·  860 ·  861 ·  862 ·  863 ·  864 ·  865 ·  866 ·  867 ·  868 ·  869 ·  870 ·  871 ·  872 ·  873 ·  874 ·  875 ·  876 ·  877 ·  878 ·  879 ·  880 ·  881 ·  882 ·  883 ·  884 ·  885 ·  886 ·  887 ·  888 ·  889 ·  890 ·  891 ·  892